# Scafista

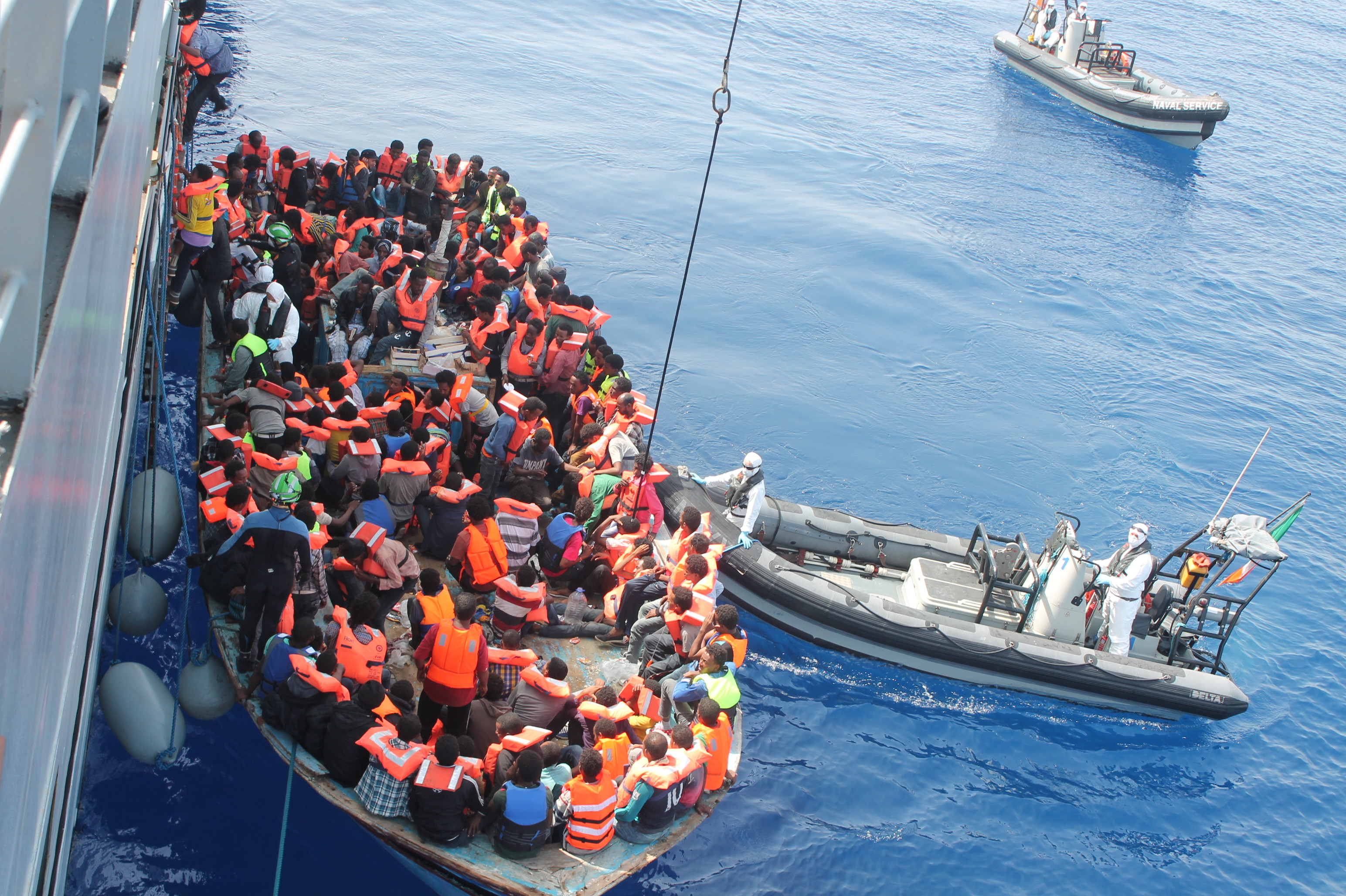
Personale del pattugliatore irlandese LÉ Eithne (P31) impegnato nel recupero di un barcone durante l'operazione Triton nel Mar Mediterraneo (15 giugno 2015). Solitamente lo «scafista» si mimetizza fra i migranti.

Nell'uso comune della lingua italiana il termine  «scafista» è spesso utilizzato in ambito giornalistico per indicare chi porta immigrati irregolari utilizzando imbarcazioni a motore o chi contrabbanda sigarette (tabacchi lavorati esteri) trasportandole con veloci motoscafi.

## Traffico di esseri umani

### Nazionalità degli scafisti
Né il Ministero dell'interno né quello della giustizia italiani divulgano cifre e statistiche specifiche, dettagliate e precise sugli arresti dei cosiddetti «scafisti», molti dei quali recidivi, cui possono venire contestati i reati di favoreggiamento dell'immigrazione clandestina, naufragio e omicidio colposo plurimo. Tuttavia, alcuni quotidiani di lingua francese hanno ricostruito alcune statistiche dalle quali si evince che l'origine degli scafisti è sensibilmente differente da quella dei migranti. Su 880 persone arrestate in Italia per questi fatti tra gennaio 2014 ed agosto 2015 si avevano: 279 egiziani, 182 tunisini, 77 senegalesi, 74 gambiani, 41 siriani, 39 eritrei, 29 marocchini, 24 nigeriani e 22 libici. 

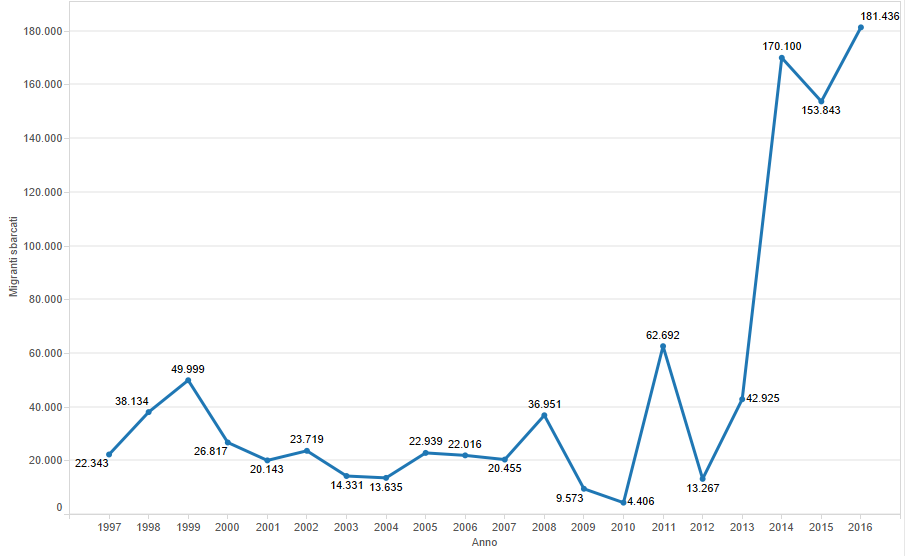
Numero di migranti sbarcati in Italia, 1997-2015.

| Paesi d'origine | 2014 -2015 |
| --------------- | ---------- |
| Egitto          | 31,70 %    |
| Tunisia         | 20,68 %    |
| Senegal         | 8,75 %     |
| Gambia          | 8,41 %     |
| Siria           | 4,66 %     |
| Eritrea         | 4,43 %     |
| Marocco         | 3,62 %     |
| Nigeria         | 2,73 %     |
| Libia           | 2,5 %      |
| Altri paesi     | 12,84 %    |